# Jan Čuřík
Jan Čuřík (* 1. November 1924 in Prag, Tschechoslowakei; † 4. Dezember 1996 in Prag, Tschechien) war ein tschechoslowakischer Kameramann.

## Leben
Čuřík begann seine berufliche Laufbahn zur Zeit der deutschen Besatzung während des Zweiten Weltkriegs bei der Firma Herafilm. Nach der Befreiung 1945 war er mehrere Jahre lang als Kameraassistent bei dokumentarischen Kurzfilmen tätig, ab 1954 ist er als alleinverantwortlicher Kameramann – zunächst beim Dokumentarfilm, wenig später aber auch beim Spielfilm in den Barrandov-Studios – nachzuweisen. Čuřík fotografierte eine beträchtliche Anzahl von dramatischen Geschichten mit historischem Hintergrund (vor allem der Zweite Weltkrieg), die regelmäßig der Deutung des in Prag herrschenden, sozialistischen Regimes folgten, Sporadisch, wie 1961 für das Zeitdrama Der Fall Gleiwitz, holte ihn auch die DEFA. 1962 fotografierte Jan Čuřík seinen wohl beeindruckendsten und auch jenseits des Eisernen Vorhangs stark beachteten Film: Das Konzentrationslager-Drama Transport aus dem Paradies von Zbyněk Brynych. Bis zur Revolution 1989 und der Wiederherstellung einer Demokratie in der Tschechoslowakei blieb der regimetreue Kameramann gut im Geschäft, danach zog sich Čuřík aufs Altenteil zurück.

## Filmografie
- 1954: Vzpomínka (Kurzdokumentarfilm)
- 1955: Tanková brigáda
- 1956: Mladé dny
- 1957: Váhavý střelec
- 1958: Vorstadtromanze (Žižkovská Romanze)
- 1959: Pět z miliónu
- 1960: Die weiße Taube (Holubice)
- 1961: Verräter im Netz (Páté oddělení)
- 1961: Der Fall Gleiwitz
- 1962: Versteckt euch nicht, wenn es regnet (Neschovávejte se, když prší)
- 1963: Transport aus dem Paradies (Transport do ráje)
- 1963: Von etwas anderem (O něčem jiném)
- 1964: Místo v houfu
- 1964: Mut für den Alltag (Každý den odvahu)
- 1966: Bloudění
- 1967: Pět holek na krku
- 1967: Der sanfte Lauf
- 1968: Kleiner Sommerblues (Malé letní blues)
- 1969: Der Scherz (Žert)
- 1970: Valerie – Eine Woche voller Wunder (Valerie a týden divů)
- 1972: … und ich grüße die Schwalben (...a pozdravuj vlaštovky)
- 1973: Maturita za školou
- 1974: Menschen der Metro (Lidé z metra)
- 1974: Liebende im Jahre eins (Milenci v roce jedna)
- 1975: Katharina und ihre Töchter (Kateřina a její děti)
- 1975: Der Tag, der die Welt veränderte (Atentat u Sarajevu)
- 1976: Die Insel der Silberreiher (DDR-Fernsehfilm)
- 1977: Talíře nad Velkým Malíkovem
- 1978: Begegnung im Juli (Setkání v červenci)
- 1978: Warten auf Regen (Čekání na déšť)
- 1979: Zlatí úhoři
- 1980: Liebe zwischen Regentropfen (Lásky mezi kapkami deště)
- 1981: Die Zuckerbande (Cukrová bouda)
- 1981: Das Schäfchenzählen (Počítání oveček)
- 1983: Achtung, Visite! (Pozor, vizita!)
- 1984: Die kleine Krankenschwester (Sestřičky)
- 1984: Katapult
- 1984: Franzi, oh Franzi ! (Fandy, ó Fandy)
- 1987: Lev s bílou hřívou
- 1988: Wohn, meine Herren ? (Kam, pánové, kam jdete?)
- 1989: Der Zug der Kindheit und der Hoffnung (Vlak dětství a nadele)